# بلنتارپ
بلنتارپ (به سوئدی: Blentarp) یک شهر کوچک است که در بخش خابو شهرستان اسکونه در کشور سوئد واقع شده است. جمعیت بلنتارپ در پایان سال ۲۰۱۰ بالغ بر ۱٬۲۱۶ نفر بوده است.